# CAPP-Seq (CAncer Personalized Profiling by deep Sequencing)
CAPP-Seq — это чувствительный метод, используемый для количественного определения рака в молекулах ДНК. Этот метод применяется для обнаружения любого типа рака.
CAPP-Seq разработан для того, чтобы снизить затраты секвенирования, ориентированные лишь на конкретные области генома.
- «Геном- полный набор генов, определяющих наш внешний вид и внутреннее строение,- упакован в 23 пары хромосом».(Мэтт Ридли «Геном»)
- «Секвенирование (sequencing) — это общее название методов, которые позволяют установить последовательность нуклеотидов в молекуле ДНК».

## Преимущества метода CAPP-Seq
Первое преимущество: CAPP-Seq может обследовать многие локусы (Локус CAPP-Seq (лат. locus — место) в генетике означает местоположение определенного гена на генетической или цитологической карте хромосомы) в отличие от Цифровой полимеразной цепной реакции и ампликона секвенирования, которые расходуют гораздо больше образца, потому что используют несколько различных экспериментов.
Второе преимущество: CAPP-Seq помимо точечных мутаций, может обнаружить вставки, структурные изменения и вариации количества копий.